# Gbambiasso
Gbambiasso est une localité du nord de la Côte d'Ivoire qui se situe dans la Région des savanes.Gbambiasso  est un village et a d'environ 898 habitants et se trouve à proximité du village de Maranama.Landiougou est une localité du Nord… Landiougou se trouve à 9 km à l'est de Gbambiasso